# Winter-Universiade 1962/Eiskunstlauf
Bei der Winter-Universiade 1962 wurden drei Wettbewerbe im Eiskunstlauf ausgetragen.

## Bilanz

### Medaillenspiegel
| Platz  | Land             | Gold | Silber | Bronze | Gesamt |
| ------ | ---------------- | ---- | ------ | ------ | ------ |
| 1      | Japan            | 1    | 1      | –      | 2      |
| 2      | Frankreich       | 1    | –      | –      | 1      |
| 2      | Schweiz          | 1    | –      | –      | 1      |
| 4      | Ungarn           | –    | 2      | –      | 2      |
| 5      | Jugoslawien      | –    | –      | 1      | 1      |
| 5      | Österreich       | –    | –      | 1      | 1      |
| 5      | Tschechoslowakei | –    | –      | 1      | 1      |
| Gesamt | Gesamt           | 3    | 3      | 3      | 9      |

### Medaillengewinner
| Disziplin | Gold                       | Silber                        | Bronze                     |
| --------- | -------------------------- | ----------------------------- | -------------------------- |
| Frauen    | Junko Ueno                 | Helga Zöllner                 | Jitka Hlaváčková           |
| Männer    | Alain Calmat               | Nobuo Satō                    | Heinrich Podhajsky         |
| Paarlauf  | Gerda Johner / Rüdi Johner | Mária Terlanday / Miklós Rácz | Maria Tjasa / Peter Peršin |